# Дижстенде (усадьба)
Поместье Ди́жстенде (нем. Gut Stenden, латыш. Dižstendes muiža) или Поместье Сте́нде (латыш. Stendes muiža) — поместье (имение) в западной Латвии, в населённом пункте Дижстенде, Либагская волость Талсинского края.
С 1528 по 1920 г. майорат Стенде и поместье были одними из самых больших и богатых в Курляндии. Поместье в течение двенадцати поколений принадлежало роду баронов фон Брюггенов (von der Brüggen). В начале 20 века укоренилось название Дижстенде (букв. «великая Стенде»), чтобы не путать с построенной в 6 км железнодорожной станцией «Стенде» и посёлком, который вырос рядом.

## История застройки
Первоначально это был маленький замок на искусственном острове (0,5 га), который был создан после прорытия фортификационного рва. Здание окружала каменная защитная стена, и единственный вход был через дамбу и подъёмный мост наружной башни. Сохранился лишь фрагмент этой постройки — двухэтажный домик. В 1925—1926 годах там выстроили квартиры для рабочих, в 1941 году частично изменили планировку второго этажа, и, хотя сама постройка датируется 16 веком, люди там жили ещё в 1999 году. Под зданием небольшой полуразрушенный погреб и видны входы на нижние уровни, в наши дни засыпанные.
Снеся большую часть старой постройки, новый комплекс поместья в стиле позднего классицизма выстроили в первой половине 19 века (1820—1848). Сначала это было одноэтажное здание с центральными помещениями и крылом спальней (кухня и остальные хозяйственные помещения разместились в отдельном трёхэтажном здании), но по распоряжению Эрнста Карла фон Брюггена в 1848—1858 годах построили и второй этаж. Здание кухни снесли и построили отдельное крыло, которое на 1 метр уже чем крыло спален. Здание приобрело пилястры, аркообразные окна у крыши. Выстроили и комплекс хозяйственных зданий. В 1880 году построили интересный павильон зимнего сада, который до наших дней не сохранился (снесли в 1908 году). Зато сохранилась деревянная веранда на западной стороне, которую построили на месте старого балкона. Все эти десятилетия вокруг поместья создавался и парк (18,7 га). К сожалению, от первоначального вида мало что сохранилось, и после приватизации 90-х годов 20 века парк превратился в лес, но там ещё можно встретить более 15 пород экзотических деревьев и посмотреть на разрушенный могильник рода фон Брюггенов, пройтись по следам старых прогулочных дорожек.
С помощью дамбы мельницы создали широкий пруд, на второй стороне которого в советский период концентрировалась новая постройка. Когда в середине 70-х годов 20 века воду на время спустили (где-то в верхнем течении речки тракторист выплеснул полтонны аммиака), для детворы под слоем ила открылся настоящий Клондайк — дно буквально засыпано ржавевшими остатками разного холодного и огнестрельного оружия.
В рамках земельной реформы 1920 года поместье национализировали и в 1922 году там создали Стендскую станцию [сельскохозяйственной] селекции и опытов (латыш. Stendes selekcijas un izmēģinājumu stacija). Занимались выведением новых сортов хлеба, пород скота, разработкой новых удобрений, средств борьбы с болезнями растений и т. д. После присоединения Латвии к СССР, станция сохранилась и быстро разрослась. В комплексе поместья разместились общественные учреждения (бухгалтерия станции, детский сад, библиотека и т. п.).
Сейчас комплекс зданий поместья разделён на части и приватизирован.